# Jordanów Śląski (gromada)
Jordanów Śląski (alt. Jordanów Śl.) – dawna gromada, czyli najmniejsza jednostka podziału terytorialnego Polskiej Rzeczypospolitej Ludowej w latach 1954–1972.
Gromady, z gromadzkimi radami narodowymi (GRN) jako organami władzy najniższego stopnia na wsi, funkcjonowały od reformy reorganizującej administrację wiejską przeprowadzonej jesienią 1954 do momentu ich zniesienia z dniem 1 stycznia 1973, tym samym wypierając organizację gminną w latach 1954–1972.
Gromadę Jordanów Śl. z siedzibą GRN w Jordanowie Śl. utworzono – jako jedną z 8759 gromad na obszarze Polski – w powiecie dzierżoniowskim w woj. wrocławskim, na mocy uchwały nr 12/54 WRN we Wrocławiu z dnia 2 października 1954. W skład jednostki weszły obszary dotychczasowych gromad Jordanów Śl., Dankowice, Mleczna, Jezierzyce Wielkie, Pożarzyce, Glinica, Janówek, Kaniów, Tomice i Winna Góra ze zniesionej gminy Jordanów Śl. w tymże powiecie oraz obszar dotychczasowej gromady Wilczkowice ze zniesionej gminy Sobótka w powiecie wrocławskim w tymże województwie. Dla gromady ustalono 26 członków gromadzkiej rady narodowej.
1 stycznia 1960 do gromady Jordanów Śląski włączono wsie Radzików, Solniki i Trzebnik z gromady Łagiewniki oraz wieś Piotrówek ze zniesionej gromady Oleszna w tymże powiecie.
Gromada przetrwała do końca 1972 roku, czyli do kolejnej reformy gminnej. 1 stycznia 1973 w powiecie dzierżoniowskim reaktywowano gminę Jordanów Śląski.